# Chimarrogale sumatrana
Chimarrogale sumatrana е вид бозайник от семейство Земеровкови (Soricidae).

## Разпространение
Видът е разпространен в Индонезия.